# Käthe Kirschmann
Käthe Kirschmann, geborene Fey (* 22. Februar 1915 in Saarbrücken; † 11. Mai 2002 in Düsseldorf) war ein deutsches SPD-Mitglied. Zusammen mit ihrem Ehemann Emil Kirschmann war sie im Widerstand gegen den Nationalsozialismus engagiert.

## Leben
Käthe Fey wurde im Februar 1915 als Tochter einer Garderobiere und eines Sandformers geboren. Zusammen mit ihren fünf Geschwistern wuchs sie in einem sozialdemokratischen Milieu auf. Noch zur Schulzeit wurde sie Mitglied der Sozialistischen Arbeiter-Jugend (SAJ). Nach der Volksschule begann sie eine Lehre zur Kontoristin in einer Saarbrücker Buchhandlung. In der Folge der Weltwirtschaftskrise wurde ihr jedoch gekündigt. Ein weiteres Beschäftigungsverhältnis wurde ihr im Jahr 1933 gekündigt, da sie nicht an einer Kundgebung Adolf Hitlers am Niederwalddenkmal teilgenommen hatte, sondern stattdessen an einer Gegenkundgebung in Neunkirchen. Der damalige SPD-Vorsitzende Max Braun erfuhr von dieser Kündigung und stellte sie ein. Auf dieser Stelle lernte sie Emil Kirschmann und Marie Juchacz, die Schwester seiner verstorbenen Frau, kennen.
In der Zeit zwischen der Bekanntgabe des Abstimmungsergebnisses und der Wiederangliederung des Saargebiets an das Deutsche Reich arbeitete sie als Kurierin für eine Beratungsstelle der Sopade in Forbach, die von Braun und Kirschmann geleitet wurde. Bei einem ihrer Botengänge am 12. Mai 1935 wurde sie von der Gestapo Saarbrücken verhaftet und im Lerchesflur in Untersuchungshaft genommen. Zur Last gelegt wurde ihr eine landesverräterische Beziehung zu Karl Friedrich John. Auf Intervention von Rechtsanwalt Ernst Brand wurde sie jedoch am 11. Juni mangels Beweisen aus der Haft entlassen. Um einer erneuten Verhaftung zu entgehen, flüchtete sie zusammen mit Kirschmann nach Moulins-lès-Metz und anschließend nach Mülhausen. Während der Exilzeit beteiligte sie sich an der sogenannten „Gruppe Kirschmann“, die ein Grenzbüro der SPD betreute.
Nachdem deutsche Truppen Luxemburg im Zweiten Weltkrieg besetzten, floh die Gruppe gemeinsam nach Sauvagnon. Die Gruppe bemühte sich um Ausreise in die USA, die ihnen im Jahr 1941 gelang. In der Fremde machte sie eine Lehre zur Krankenschwester und arbeitete in diesem Beruf ab 1944. Zudem organisierte sie Hilfspakete für Deutschland und Frankreich in der Nachkriegszeit. Am 16. November 1948 heiratete sie Emil Kirschmann in New York. Nach dem Tod ihres Mannes am 11. April 1949 kehrte sie nach Deutschland zurück, wo sie sich in Norderney niederließ und 20 Jahre für die Arbeiterwohlfahrt arbeitete. Im Jahr 1955 pflegte sie Marie Juchacz, die im Januar 1956 verstarb.
Käthe Kirschmann lebte später in Düsseldorf, wo sie am 11. Mai 2002 verstarb.